# 큐브리드
큐브리드는 1990년 초중반부터 DBMS 사업을 시작하여 2006년 2월 큐브리드 법인을 설립하였다. 2008년 11월 참여, 개방, 공유 가치를 기반으로 오픈소스 DBMS로 전환하였으며, DBMS 한 분야에만 선택과 집중을 하여 소프트웨어 전문기업으로 성장하고 있다. 
CUBRID는 25년 이상 개발된 관계형 DBMS 제품으로 엔터프라이즈 시장에서 요구하는 대용량 데이터 처리 능력 및 성능, 안정성, 가용성, 관리 편의성을 제공하고 있다. 2008년 소스코드 공개 이후 국내외 35만건 이상의 제품 다운로드 실적을 보유하고 있으며, 국가정보자원관리원, 국방통합데이터센터, 민간기업 등 서비스 계약 고객 기준으로 1,500개 이상의 시스템에서 2,300여개 DB 인스턴스가 서비스 중에 있다.
2020년 2월에는 미국 산호세에 큐브리드 재단(CUBRID Foundation)을 설립하여 글로벌 개발자 생태계를 확장하고 있다.

## 회사 연혁
- 2006.02. 큐브리드 설립

- 2006.07. NHN과 XDBMS 공동개발 계약 체결

- 2006.09. TTA GS (Good Software) 인증 획득
- 2008.11. CUBRID 오픈소스 DBMS 전환
- 2011.01. 엔코아와 전략적 제휴 체결
- 2011.12. HP eKorea 파트너 선정
- 2012.10. 솔트웨어와 기술 및 사업협약 체결
- 2016.02. 범일정보와 협력사 계약 체결
- 2016.05. 전자정부 표준프레임워크 3.5 호환성 인증
- 2016.05. 한국공간정보통신과 GIS 분야 전략적 제휴 체결
- 2016.08. 크로센트와 공공기관 PaaS 생태계 활성화를 위한 양해각서 체결
- 2017.01. 큐브리드 대전사무소 개설
- 2018.05. 부설연구소 병역지정업체 선정
- 2018.08. NBP와 네이버 클라우드 플랫폼 업무협약
- 2018.10. 오픈나루와 IT 모니터링 분야 업무협약
- 2019.01. CUBRID 10, TTA GS인증 획득
- 2019.03. 체커와 데이터베이스 도구 솔루션 개발을 위한 파트너십 체결
- 2019.06. 와탭랩스와 IT 모니터링 분야 업무협약
- 2020.02. CUBRID Foundation 설립(미국 산호세)
- 2021.04. 알투비솔루션, CDC 분야 업무협약
- 2021.09. Paas-TA서비스 호환성 검증 레벨2 획득
- 2022.03 피앤에스정보와 협력사 계약 체결
- 2023.02. 나래데이터와 전략적 업무 협약 체결

## CUBRID
CUBRID는 2008년 11월에 오픈소스 라이선스 하에 소스코드가 공개되었으며, 2016년부터 GitHub에 프로젝트를 등록하여 지속적으로 새로운 버전을 공개하고 있다. 현재 최신 안정화 버전은 CUBRID 11.0이다.

## 제품 릴리스 정보
- 2006.05. CUBRID 6.5 출시

- 2007.04. CUBRID 7.0 출시
- 2007.10. CUBRID 7.3 출시
- 2008.11. CUBRID 2008 R1.1 (8.1) 출시 - 오픈소스 DBMS 전환

- 2009.08. CUBRID 2008 R2.0 (8.2) 출시
- 2010.10. CUBRID 2008 R3.0 (8.3) 출시
- 2011.06. CUBRID 2008 R4.0 (8.4) 출시

- 2013.03. CUBRID 9.1 출시
- 2013.10. CUBRID 9.2 출시
- 2014.06. CUBRID 9.3 출시
- 2017.08. CUBRID 10.1 출시[3]
- 2019.12. CUBRID 10.2 출시
- 2021.01. CUBRID 11.0 출시[4]
- 2022.05. CUBRID 11.2 출시
- 2023.09. CUBRID 11.3 출시

## 라이선스 정책
CUBRID는 오픈소스 라이선스를 채택하고 있으며, 서버 엔진은 Apache License 2.0, GUI 도구인 CUBRID Admin, CUBRID Manager, CUBRID Migration Toolkit 및 응용 인터페이스에는 BSD(Berkeley Software Distribution) 라이선스가 각각 적용된다. 즉, 응용 인터페이스(API)에 BSD 라이선스를 채택하여 소프트웨어 벤더가 보다 자유롭게 CUBRID 기반의 응용 프로그램을 개발 또는 배포할 수 있도록 하였다.

## 큐브리드 관련 사이트
- 큐브리드 웹사이트
- 큐브리드 재단(CUBRID Foundation) 웹사이트
- 큐브리드 (Facebook)
- 큐브리드 (Instagram)
- 큐브리드 (X)
- 큐브리드 (YouTube)
- 큐브리드 (LinkedIn)
- CUBRID 오픈소스 프로젝트(GitHub)
- CUBRID 이슈 관리 시스템(Jira)